# الرقابة في الصين
تُطبَّق الرقابة في جمهورية الصين الشعبية من قبل الحزب الحاكم في جمهورية الصين الشعبية، وهو الحزب الشيوعي الصيني. تمارس الحكومة الرقابة لأسباب سياسية بشكل أساسي، وأيضًا بهدف الحفاظ على سيطرتها على السكان. تؤكد الحكومة الصينية امتلاكها الحق القانوني في التحكم بمحتوى الإنترنت داخل أراضيها وأن قواعد  الرقابة لا تنتهك حق المواطن في حرية التعبير. منذ أن أصبح شي جين بينغ الأمين العام للحزب الشيوعي الصيني (الزعيم الأعلى الفعلي) في عام 2012، ازدادت الرقابة بشكل ملحوظ. تمارس الحكومة الرقابة على جميع وسائل الإعلام التي تصل إلى جمهور واسع، ويتضمن ذلك التلفاز ووسائل الإعلام المطبوعة والراديو والأفلام والمسرح والرسائل النصية والرسائل الفورية وألعاب الفيديو والأدب والإنترنت.
يمكن للمسؤولين الصينيين الوصول إلى المعلومات غير الخاضعة للرقابة عبر نظام الوثائق الداخلية. صنفت منظمة مراسلون بلا حدود وضع الصحافة في الصين على أنه «خطير للغاية»، وهو أسوأ تصنيف على مقياس من خمس نقاط.  صنفت مبادرة أوبن نت في آب/أغسطس عام 2012 الرقابة على الإنترنت في الصين على أنها «نافذة» في المجالات السياسية ومناطق النزاع/ الأمن، و«راسخة» في المجالات الاجتماعية والإنترنت، وهما أكثر التصنيفات شمولية بين التصنيفات الخمسة التي يستخدمونها.
تصنف منظمة فريدم هاوس (منظمة غير حكومية مقرها الولايات المتحدة) الصحافة هناك على أنها «غير حرة»، وهو أسوأ تصنيف، كما تقول إن سيطرة الدولة على وسائل الإعلام في الصين تتحقق من خلال مزيج معقد من مراقبة الأحزاب لمحتوى الأخبار والقيود القانونية المفروضة على الصحفيين، والحوافز المالية للرقابة الذاتية، ومن خلال حجب كبير للمواد التي يكتبها المدونون النشطاء.
تشير وجهات نظر أخرى إلى أن الشركات الصينية مثل بايدو وتينسنت وأبابا، وهي من أكبر شركات الإنترنت في العالم، استفادت من الطريقة التي منعت بها الصين منافسيها الدوليين من السوق المحلية.

## المواضيع والأجندة
تشمل الرقابة في جمهورية الصين الشعبية مجموعة واسعة من الموضوعات. الأجندات وراء هذه الرقابة متنوعة؛ بعضها تقرها الحكومة الصينية نفسها والبعض الآخر يرجح أنه يصاغ من قبل مراقبين داخل وخارج البلاد.
وفقًا لصحيفة ساوث تشاينا مورنينج بوست، فإن الحكومة الصينية تصدر أوامر بشكل منتظم «لتوجيه» تغطية القضايا الفردية الحساسة. نتيجةً لذلك، تخضع المؤسسات الإعلامية للرقابة الذاتية، أو تواجه خطر الإغلاق.

### المواضيع التاريخية
تنظم الحكومة الصينية إنشاء وتوزيع المواد المتعلقة بالتاريخ الصيني. أحد الأمثلة على ذلك هو الرقابة على الكتابات التاريخية عن الثورة الثقافية؛ فالحكومة الصينية تدين الثورة الثقافية رسميًا، كما أنها لا تسمح للمواطنين الصينيين بتقديم تفاصيل تاريخية عن المعاناة والوحشية التي تعرّض لها الناس العاديون.

### المواضيع السياسية
يذكر مجلس العلاقات الخارجية أن الآراء غير المرحب بها قد تخضع للرقابة من قبل السلطات التي تستغل الغموض في القوانين المتعلقة بنشر أسرار الدولة. تتلقى وسائل الإعلام الرئيسية إرشادات من وزارة الإعلام الصينية بشأن المحتوى المقبول سياسيًا.
تحظر جمهورية الصين الشعبية المحتوى المتعلق بحركات الاستقلال في التبت وتايوان، والحركة الدينية فالون غونغ، والديمقراطية، واحتجاجات ميدان تيانانمين، ومذبحة عام 1989، والماوية، والفساد، ووحشية الشرطة، واللا سلطوية، والإشاعات، وتفاوت الثروة، وفضائح سلامة الغذاء.
في الفترة التي سبقت أولمبياد بكين، زُعم أن الحكومة أصدرت قائمة مواضيع لوسائل الإعلام المحلية للحديث عنها خلال دورة الألعاب؛ تم التقليل من شأن القضايا السياسية التي لا تتعلق مباشرة بالألعاب كما لم يتم الإبلاغ عن قضايا أخرى مثل الاستقلال الموالي للتبت وحركات تركستان الشرقية وقضايا سلامة الأغذية مثل «المياه المعدنية المسببة للسرطان». ومع ذلك، تدعي الحكومة أن مثل هذه القائمة غير موجودة.

### المواضيع الأخلاقية
دافعت حكومة الصين عن بعض أشكال الرقابة كوسيلة لدعم الأخلاق الصحيحة. تتضمن هذه الرقابة فرض قيود على المواد الإباحية، خاصةً المواد الإباحية المتطرفة والعنف في الأفلام.

### المواضيع الثقافية
سعت جمهورية الصين الشعبية تاريخيًا إلى استخدام الرقابة «لحماية ثقافة البلاد»، وتجلّى ذلك عبر السلطة الثقافية في الصين. خلال الثورة الثقافية في سبعينيات القرن العشرين، تم اعتبار الأدب الأجنبي والأشكال الفنية والأعمال والرموز الدينية وحتى القطع الأثرية للثقافة الصينية القديمة «رجعية» وأصبحت أهدافًا للتدمير من قبل فرق الحرس الأحمر.
بالرغم من وجود قدر أكبر من الحرية الثقافية في الصين اليوم، إلا أنه يمكن اعتبار استمرار حملات حظر الرسوم الكاريكاتورية الأجنبية من التلفزيون الصيني، والقيود المفروضة على عرض الأفلام الأجنبية استمرارًا للرقابة الثقافية. كذلك، أصبحت البرامج التلفزيونية والأفلام الأجنبية على الإنترنت هدفًا للرقابة.
أزالت قناة بيليبيلي (وهي واحدة من أكثر مواقع الفيديو شعبية في الصين) في تموز/ يوليو 2017 معظم البرامج التلفزيونية الأمريكية والبريطانية، وجميع الفئات الأجنبية مثل «الدراما الأمريكية» تطبيقًا للقوانين.
بدأت السلطة بتقييد نشر كتب الأطفال التي ألفها كتّاب أجانب في الصين منذ أوائل عام 2017، وذلك بهدف الحد من التأثير الخارجي على المجتمع الصيني، وأدى ذلك إلى تراجع عدد هذه الكتب من آلاف إلى مئات في السنة، في حين كانت هذه الكتب الأكثر مبيعًا في البلاد.

### المواضيع الدينية
تحظر الدولة عددًا من النصوص والمنشورات والمواد الدينية أو يكون توزيعها محدودًا بشكل غير طبيعي في جمهورية الصين الشعبية. يُمنَع المواطنون الأجانب أيضًا من التبشير في الصين، ويتم التحكم أيضًا في المعلومات المتعلقة بمعاملة بعض الجماعات الدينية. بموجب القانون الصيني، يُمنع القاصر من تلقي أي نوع من التعليم الديني.
تخضع الحركة الروحية لفالون غونغ للقمع في الصين، كما تُحظَر جميع النصوص والمنشورات والمواقع الدينية التابعة للحركة، بالإضافة إلى معلومات عن سجن أو تعذيب أتباعها.
يُسمَح بطباعة الأناجيل المسيحية في الصين، ولكن بأعداد محدودة وعبر مطبعة واحدة. يقتصر بيعها أيضًا على الكنائس التي تمت الموافقة عليها رسميًا؛ إذ قُيِّدَت المبيعات عبر الإنترنت مؤخرًا، وكذلك الأدب الديني غير متاح بسهولة.
حظرت الصين كتابًا بعنوان «العادات الجنسية» الذي أهان الإسلام واعتُقِل مؤلفوه في عام 1989 بعد احتجاجات في لانتشو وبكين من قبل مسلمي هوي الصينيين، قدمت خلالها الشرطة الصينية الحماية لمتظاهري هوي المسلمين، ونظمت الحكومة الصينية حرقًا علنيًا للكتاب.
مُنِعَ تصوير الخنازير في تلفزيون الصين المركزي «لتجنب النزاعات مع الأقليات العرقية»، وذلك في عام 2007 مع حلول «سنة الخنزير» في التقويم الصيني.

### المواضيع الاقتصادية
اتُهمت الرقابة في الصين في السنوات الأخيرة بأنها تستخدم الحماية السياسية والحماية الاقتصادية. تكهّن أستاذ جامعة تسينغهوا باتريك تشوفانيك بأن الحظر الصيني على مواقع فيسبوك وتويتر ويوتيوب ربما يكون قد تم لمنح ميزة تجارية لمنافسي المواقع الصينية.
على نحو مشابه، اتهمت الصين بالازدواجية في مهاجمة محرك البحث غوغل لمحتوى «فاحش» موجود أيضًا على محرك البحث الصيني المنافس بايدو. سُحِبَت النسخة ثنائية الأبعاد من فيلم أفاتار الشهير أيضًا من الشاشات في البلاد؛ وبحسب ما ورد لأخذه الكثير من المال ولاستيلائه على حصة الأفلام المحلية في السوق. ومع ذلك، فإن الحظر الرسمي على معظم الأفلام الأجنبية بالكاد يؤثر على المواطنين الصينيين؛ إذ يمكن بسهولة الحصول على مثل هذه الأفلام بطرق تنتهك حقوق الطبع والنشر، ما يسمح للصينيين بمشاهدة هذه الأفلام مع الاحتفاظ بأموالهم داخل الاقتصاد المحلي. 
حظرت الحكومة في شباط/ فبراير من عام 2007 الموقع الإلكتروني للمنظمة الفرنسية "Observatoire International des Crises" في جمهورية الصين الشعبية بعد أن نشرت مقالًا حول مخاطر التجارة مع الصين. وفي اقتباس عن المنظمة: «كيف تقيم فرصة استثمارية في حال عدم توفر معلومات موثوقة حول التوتر الاجتماعي أو الفساد أو النقابات المحلية؟ تُظهِر حالة الرقابة هذه على موقع متخصص للغاية مع محتوى باللغة الفرنسية فقط، أن الحكومة الصينية تولي أهمية للرقابة على البيانات الاقتصادية كأهمية المحتوى السياسي».
زادت الرقابة من قبل المنظمين والرقباء والمسؤولين الحكوميين في عام 2016 بعد سلسلة من الحوادث السياسية في ظل الركود الاقتصادي الحاد في البلاد. حذّر المسؤولون والمنظمون -الذين يعملون على وقف تدفق الأموال إلى الخارج من خلال خلق بيئة من (الطاقة الإيجابية)- المعلقين الذين تتناقض تصريحاتهم أو توقعاتهم حول الاقتصاد مع التصريحات الرسمية الإيجابية.

### المواضيع العسكرية
مبرر آخر للرقابة هو المواد التي يمكن أن تسبب ضررًا عسكريًا؛ إذ يهدف هذا النوع من الرقابة إلى الحفاظ على سرية الاستخبارات العسكرية من الأعداء أو الأعداء المتوقعين.